# Puei Sant Vincent
Puei-Sant Vincent o Puei Sant Vincenç (en francès Puy-Saint-Vincent) és un municipi francès situat al departament dels Alts Alps i a la regió de Provença – Alps – Costa Blava.

## Demografia
| 1856                                       | 1962 | 1968 | 1975 | 1982 | 1990 | 1999 | 2006 | 2016 |
| ------------------------------------------ | ---- | ---- | ---- | ---- | ---- | ---- | ---- | ---- |
| 817                                        | 142  | 117  | 171  | 298  | 235  | 267  | 285  | 284  |
| Des de 1962: població sense dobles comptes |      |      |      |      |      |      |      |      |

## Administració
| Període   | Identitat         | Partit |
| --------- | ----------------- | ------ |
| 1984-2014 | Marcel Chaud      |        |
| 2014-2020 | Michel Engilberge |        |
| 2020-     | Marcel Chaud      |        |